# Giải Humboldt
Giải Humboldt, cũng gọi là Giải Nghiên cứu Humboldt (tiếng Đức: Humboldt-Forschungspreis), là một giải thưởng của Quỹ Alexander von Humboldt dành cho các khoa học gia và các học giả nổi tiếng thế giới có những đóng góp lớn cho mọi ngành khoa học.
Giải được đặt theo tên nhà khoa học, nhà thám hiểm người Phổ Alexander von Humboldt.
Hiện nay, giải có giá trị khoảng 60.000 euro, với khả năng trợ cấp thêm trong thời gian người đoạt giải còn sống.
Hàng năm có khoảng 100 nhà khoa học được trao giải này. Các đề cử đều do các viện hàn lâm của Đức đưa ra.

## Các người đoạt giải Humboldt
- Giải Sinh học:
  - Günter Blobel, Serge Daan, Daniel Gianola, Hendrikus Granzier, Dan Graur, Bert Hölldobler, Sergej Nedospasov, Hans Othmer, Burkhard Rost (2009), Thomas Dyer Seeley, Günter P. Wagner, Rüdiger Wehner, Eckard Wimmer.
- Giải Hóa học:
  - Anthony J. Arduengo III, Paul Josef Crutzen, Robert F. Curl, John Bennett Fenn, Walter Gilbert, Robert H. Grubbs, Narayan Hosmane, Jean-Marie Lehn, Yuri Lvov,Rudolph Marcus, James Cullen Martin, Debashis Mukherjee, Kenji Ohmori, John Anthony Pople, Ronald T. Raines, Julius Rebek, Richard R. Schrock, Peter Schwerdtfeger,Oktay Sinanoğlu, Yoshitaka Tanimura, Matthias Tschöp (2012), Thomas Zemb, Ahmed H. Zewail.
- Giải Kinh tế:
  - Gérard Debreu, Ronald Shephard, Hal Varian.
- Giải Khoa học máy tính:Manindra Agrawal,

Patrick Cousot (2008), Ken Forbus, Michael Fellows, Leonid Levin, Toby Walsh.
- Giải Quản trị:
  - Timothy M. Devinney
- Giải Toán học:
  - Dmitri Anosov, Ole Barndorff-Nielsen, Spencer J. Bloch, Alexandre Eremenko,

Dima Grigoriev, Victor Guillemin, Uffe Haagerup, Harald Andrés Helfgott (2015), Toshiyuki Kobayashi, Robert Langlands, Roberto Longo,
Benoît Mandelbrot, Arnold Mandell, Grigory Margulis, Vladimir Maz'ya, Curtis T. McMullen, Taras Mel'nyk, Alexander Merkurjev, John Milnor, Teimuraz Pirashvili, Gopal Prasad, Shayle R. Searle, Elias M. Stein, Anatoly Vershik, Ernest Borisovich Vinberg, Raymond O. Wells, Jr., Shing-Tung Yau, Marc Yor, Andrei Zelevinsky.
- Giải Y học:
  - Fritz Albert Lipmann, Stanley B. Prusiner
- Giải Triết học:
  - Panagiotis Kondylis, triết gia người Đức gốc Hy Lạp, tác giả quyển Die Aufklärung, Macht und Entscheidung,Jeff Malpas cùng nhiều bài khảo cứu có ảnh hưởng lớn khác.
- Giải Vật lý:
  - Girish Agarwal, Wolfgang Bauer, Nicolaas Bloembergen, Robert W. Boyd, Ali Chamseddine, Subrahmanyan Chandrasekhar, Steven Chu, Predrag Cvitanović, Donald D. Clayton, Hans Dehmelt, Durmus A. Demir, Tomasz Dietl, Pierre-Gilles de Gennes, Roy J. Glauber, Chris Greene, John L. Hall, Theodor W. Hänsch, Robert Hofstadter, John W. Harris, Kyozi Kawasaki, Jihn E. Kim, Masatoshi Koshiba, Dirk Kreimer (2011), Herbert Kroemer, Andreas Mandelis, M. Brian Maple, Jagdish Mehra, Curt Michel, Rabindra Mohapatra, Pran Nath, Holger Bech Nielsen, Hirosi Ooguri, Valery Pokrovsky, Alfred Saupe, Arthur L. Schawlow, Julian Schwinger, Clifford G. Shull, Costas Soukoulis, Sauro Succi, Ching W. Tang, Anthony William Thomas, José W. F. Valle, Gary A. Wegner, Gary Westfall, Nihat Berker, Paul Wiegmann, M. Suhail Zubairy, Victor I. Klimov,[5][6], Gia Dvali

## Giải Gay-Lussac Humboldt
Ngoài ra, còn một giải mang tên Giải Gay-Lussac Humboldt, được 2 chính phủ Pháp và Đức thành lập năm 1981, nhằm thưởng cho các khoa học gia cao cấp của 2 nước có những đóng góp đặc biệt để củng cố việc hợp tác giữa 2 nước.". Giải này đặt theo tên khoa học gia người Đức Alexander von Humboldt và khoa học gia người Pháp Louis-Joseph Gay-Lussac là hai người bạn thân thiết và đã làm việc chung với nhau và cùng xuất bản chung.